# 살비니 총리 동맹
살비니 총리 동맹(이탈리아어: Lega per Salvini Premier 레가 페르 살비니 프레미에르[*], LSP)은 2017년 12월 14일에 창당된 이탈리아의 정당이다. 흔히 줄여서 동맹(Lega, 레가)이라고도 불린다.
정관에 따르면 LSP는 연방주의 정당으로서 "유럽 단위에서의 주민의 자유와 주권주의를 지지한다."고 하였다. 본 정당은 북부동맹의 정치적 후신으로서, 북부동맹의 로고를 사용하며, 포퓰리즘과 유럽회의주의를 계승하나, 분리주의는 포기하였다.
이탈리아 북부에서 당원을 받던 북부동맹과는 다르게 2019년까지 LSP는 이탈리아 중부 및 남부에서만 당원을 모집했었다. 2019년 12월 21일, 북부동맹의 전당 회의에서 두 정당 간의 이양이 비준됐고, 2020년 8월에 LSP는 북부동맹 출신의 새당원을 받는 당원 등록 운동을 마쳤다.

## 역대 선거결과
| 선거             | 선거             | 합계         | 득표율  | 의석      | +/–  | 대표          |
| ---------------- | ---------------- | ------------ | ------- | --------- | ---- | ------------- |
| 2018년 총선      | 하원             | 5,691,921 표 | 17.37 % | 123 / 630 | 보합 | 마테오 살비니 |
| 2018년 총선      | 상원             | 5,317,019 표 | 17.63 % | 58 / 315  | 보합 | 마테오 살비니 |
| 2019년 유럽 선거 | 2019년 유럽 선거 | 9,175,208 표 | 34.26 % | 29 / 73   | 보합 | 마테오 살비니 |